# Hampapura, Nanjangud
Hampapura là một làng thuộc tehsil Nanjangud, huyện Mysore, bang Karnataka, Ấn Độ.